# László Darvasi

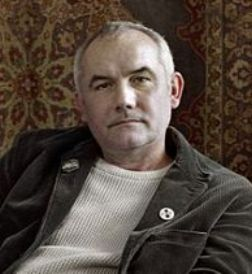
László Darvasi (2014)

László Darvasi (geboren 17. Oktober 1962 in Törökszentmiklós) ist ein ungarischer Schriftsteller und Journalist.

## Leben
Bis 1989 arbeitete Darvasi als Grundschullehrer, nachdem er 1986 sein Studium an der Pädagogischen Akademie in Szeged abgeschlossen hatte. Daraufhin wurde er Mitarbeiter für die Szegeder Tageszeitung Délmagyarország und war 1990 an der Gründung der Literaturzeitschrift Pompeji beteiligt, für die er bis 1998 arbeitete. Für die Literaturzeitschrift Élet és Irodalom schreibt er seit 1993. Inhaltlich setzt er sich dort mit Fußballreportagen, TV-Kritik und Feuilletons auseinander. Letztere schreibt er unter dem Pseudonym Ernő Szív. Ein weiterer verwendeter Name ist Eric Moussambani. Darvasi lebt in Budapest. 2016 überstand er eine Legionelleninfektion.

## Werke (Auswahl)
- Horger Antal Párisban. Gedichte. 1991.
- A portugálok. Gedichte und Kurzprosa. 1992.
- A veinhageni rózsabokrok. Kurzgeschichten. 1993.
- Szív Ernő: A vonal alatt. Feuilletons. 1994.
- A Borgognoni-féle szomorúság. Kurzgeschichten. 1994.
- A Kleofás-képregény. Legenden und Comics. 1995
- Das traurigste Orchester der Welt. Übersetzung Agnes Relle. Berlin : Rowohlt Berlin, 1995. ISBN 3-871342092.
- Szív Ernő: Hogyan csábítsuk el a könyvtároskisasszonyt?. Feuilletons. 1997.
- Szerelmem, Dumumba elvtársnő. 1998
  - Herr Stern. Novellen. Übersetzung Heinrich Eisterer. Frankfurt am Main : Suhrkamp, 2006. ISBN 3-518-12476-5.
- A könnymutatványosok legendája. 1999
  - Die Legende von den Tränengauklern. Übersetzung Heinrich Eisterer. Frankfurt am Main : Suhrkamp, 2001. ISBN 3-518-41284-1.
- Szerezni egy nőt. 2000
  - Eine Frau besorgen – Kriegsgeschichten. Übersetzung Heinrich Eisterer, Terézia Mora, Agnes Relle. Frankfurt am Main : Suhrkamp, 2003. ISBN 3-518-12448-X.
- A Lojangi kutyavadászok. Kínai novellák. 2002
  - Die Hundejäger von Lojang – Chinesische Geschichten. Übersetzung Heinrich Eisterer. Frankfurt am Main : Suhrkamp, 2003. ISBN 3-518-41427-5.
- A titokzatos világválogatott
  - Wenn ein Mittelstürmer träumt. Meine Weltgeschichte des Fußballs. Übersetzung Laszlo Kornitzer. Frankfurt am Main : Suhrkamp, 2006. ISBN 3-518-45765-9.
- Virágzabálók. 2009
  - Blumenfresser. Übersetzung Heinrich Eisterer. Suhrkamp, Berlin 2013. ISBN 978-3-518-42359-2.
- Pálcika, ha elindul. 2012
- Vándorló sírok. 2012
- A zord Apa, avagy a Werner-lány hiteles története. 2012
- A Háromemeletes mesekönyv. 2013
- Ez egy ilyen csúcs. 2014
- Isten. Haza. Csal. (novellák) Magvető, 2015
- Wintermorgen. Novellen. Übersetzung Heinrich Eisterer. Berlin : Suhrkamp, 2016. ISBN 978-3-518-42552-7

## Auszeichnungen
- Tibor-Déry-Preis 1993.
- Buch des Jahres Preis 1994.
- Ernő-Szép-Preis 1994.
- Gyula Krúdy-Preis der Soros Foundation 1996.
- Alföld Award 1996.
- Stipendium des Künstlerhauses Schloss Wiepersdorf 1996.
- Literaturstipendium der Stadt Graz 1997.
- Attila-József-Preis 1998.
- Pro Literatura Award 1998.
- Book Prize of Jelenkor Publishers 2000.
- Gast des Künstlerprogramms des DAAD in Berlin 2000/2001.
- Brücke Berlin Literatur- und Übersetzerpreis 2004.
- Milán Füst Award 2005.